# Alliopsis varicilia
Alliopsis varicilia är en tvåvingeart som först beskrevs av Fan och Wang 1983.  Alliopsis varicilia ingår i släktet Alliopsis och familjen blomsterflugor. Inga underarter finns listade i Catalogue of Life.